# 도빌 아시아 영화제
도빌 아시아 영화제는 1999년부터 프랑스 도빌에서 한 해에 한 번씩 치러지는, 아시아 영화에 집중하는 영화제이다. 영화 경쟁 부문은 2000년에, 비디오 경쟁 부문은 2002년에 추가되었다.

## 수상 목록

### 2000년
- 인정사정 볼 것 없다

### 2001년
- 공동경비구역 JSA

### 2002년
- 파이란

### 2003년
- 맹정(Blind Shaft)

### 2004년
- 바람난 가족
- 나그네와 마술사
- 옹박 - 무에타이의 후예

### 2005년
- 여자, 정혜
- 아라한 장풍 대작전
- 영화소년 샤오핑

### 2006년
- 피터 팬의 공식
- 시티즌 독
- 택시 운전사의 사랑
- 달콤한 인생 (2005년 영화)

### 2007년
- 징후와 세기
- 왕의 남자
- 아주 특별한 손님

### 2008년
- 검은 땅의 소녀와

### 2009년
- 똥파리 (영화)
- 추격자

### 2010년
- 파주 (영화)
- 불꽃처럼 나비처럼

## 같이 보기
- 도빌 미국 영화제